# Sarah Hart (Engels schrijfster)
Sarah Hart (geboren in Engeland, 24 september 1950) is een Engels-Nederlandse taalwetenschapster, sinologe, publiciste en vertaalster.
Hart was dochter van een jurist, die met zijn gezin naar Ierland verhuisde. Hart woonde gedurende twintig jaar in Parijs, waar ze eerst taalwetenschap en vervolgens Chinees studeerde. In Parijs ontmoette ze de schrijver Rudy Kousbroek, die haar werk vertaalde, en met wie ze later, in Leiden, in het huwelijk trad. In 2008 publiceerde ze haar eerste roman.
Hart werd vooral bekend door haar columns in de NRC (column Buitenlust) en Vrij Nederland op het terrein van het tuinieren, Ierland en Frankrijk. Ook schreef zij een column met jeugdherinneringen, onder de titel Klein Saartje. In Vrij Nederland en de Provinciale Zeeuwse Courant schreef zij ook columns over haar liefde voor Parijs, die later in een boek gebundeld werden.

### Nederlandstalig
- Wat moet ik zeggen en Hoe zeg ik het in het Kats, in samenwerking met het Kats-Nederlands Instituut, uitgegeven door uitgeverij de Harmonie Amsterdam. Met een voorwoord uit Katwijk resp. Chatou, december 1980. Bewerkt door Rudy Kousbroek (oud-doc. Instituut voor Vergelijkende Taalwetenschappen te Katwijk) en Sarah Hart (École des Hautes Études Fëlinistique, Chatou, Frankrijk)
- Buitenlust. vertaald door Rudy Kousbroek, Zutphen, 1992.[3]
- Gehuurde wereld. vertaald door Rudy Kousbroek, Amsterdam, 1998.
- In Ierland. Roman. Amsterdam, 2008.
- Tuin Met Schaduw, vertaald uit het Engels door Rudy Kousbroek
- In Ierland, vertaald door R. Hollander, 2007
- Paula Thies, leven en werken van de schilderes Paula Thies, Feico Hoestra en Sarah Hart, 2004
- Plantenvinder voor de Lage Landen
- Parijs Revisited, Uitgeverij Fragment, 2019

### Engels
- 'Gardening in the Netherlands', in: The Low Countries, jaargang 2, 1994-1995[4]
- 'Seven Photos of Rudy Kousbroek', in: De Gids, jaargang 174 - 2011[4]

- Digitale Bibliotheek voor de Nederlandse Letteren: hart174
- Gemeinsame Normdatei: 1221698230
- International Standard Name Identifier: 0000 0000 4047 4789
- Library of Congress Control Number: nb98075018
- Nederlandse Thesaurus van Auteursnamen: 069593949
- Virtual International Authority File: 24092687